# دلتا

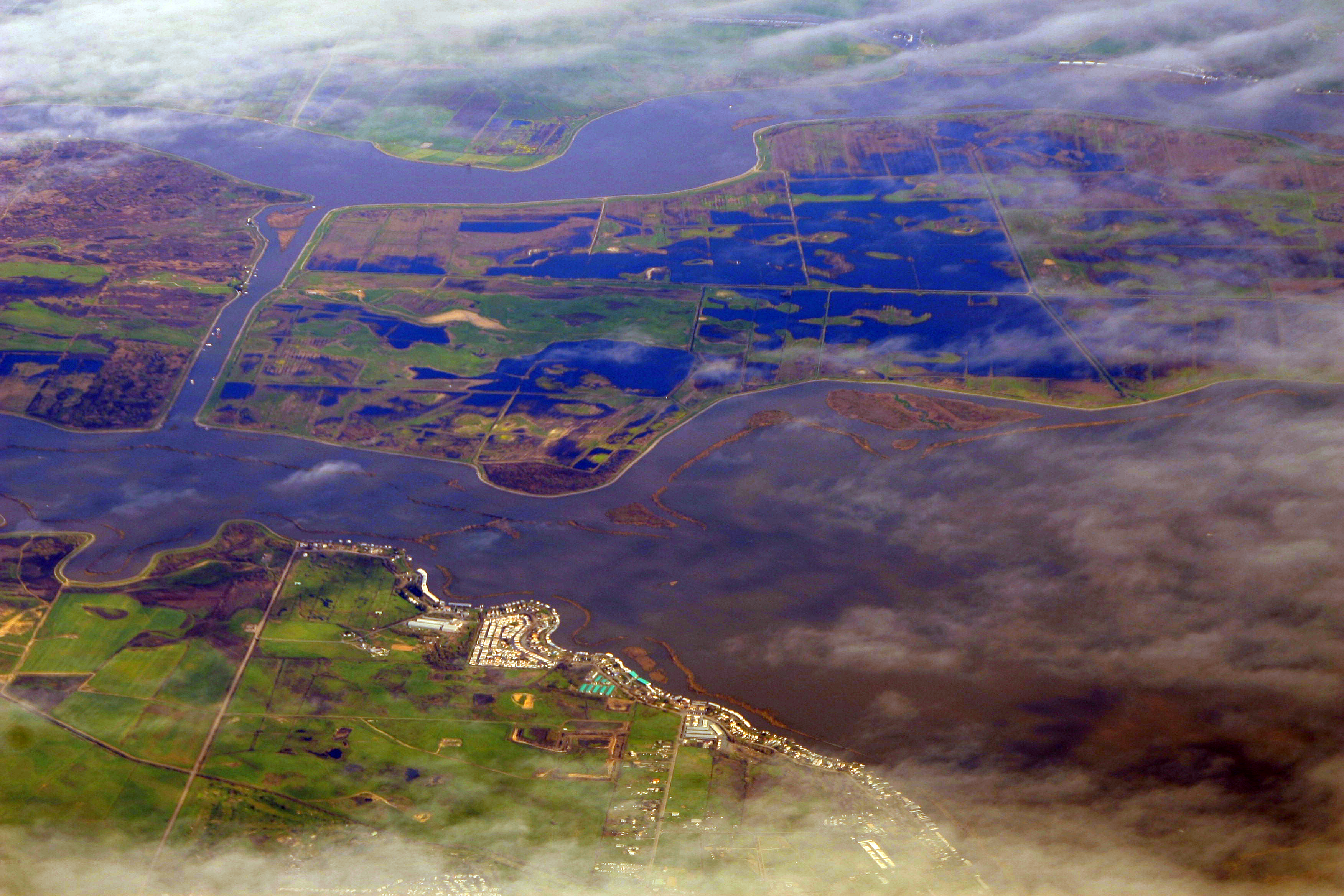
سكرامنتو (كاليفورنيا) دلتا في مرحلة الفيضانات أوائل مارس 2009

دلتا النهر هي عبارة عن شكل أرضي مثلثي الشكل يتكون من ترسيب الرواسب التي يحملها النهر حيث يترك التدفق فمه ويدخل أبطأ الحركة أو يقف الماء. ويحدث هذا عندما يدخل النهر المحيط أو البحر أو المصب أو البحيرة أو الخزان أونادرا ما نهر آخر لا يمكنه نقل الرواسب الموردة. ويتم التحكم في حجم وشكل الدلتا من خلال التوازن بين عمليات مستجمعات المياه التي تزود الرواسب وعمليات حوض الاستقبال التي تعيد توزيع الرواسب وتحجزها وتصدرها. كما يلعب حجم وحوض وموقع حوض الاستقبال دورا هاما في تطور الدلتا. وتعتبر دلتا الأنهار مهمة في الحضارة الإنسانية فهي مراكز الإنتاج الزراعي الرئيسية والمراكز السكانية ويمكنها أن توفر دفاعا ساحليا ويمكن أن تؤثر على إمدادات مياه الشرب. كما أنها ذات أهمية إيكولوجية مع تجمعات الأنواع المختلفة اعتمادا على موقفها المناظر الطبيعية.
الدلتا هي تكوين أرضي مثلثي الشكل عند مصب النهر أو نهايته والذي قد يكون إما محيطًا أو بحرًا أو بحيرة أو صحراء. تتكون الدلتا حين يصل النهر إلى مصبه حيث يلقي النهر بما يحمله من مواد عالقة نتيجة اختلاف طبيعة التيار وسرعته في هذه المنطقة مما يؤدي إلى تراكم ترسبات النهر مع الزمن وأخذ اسم دلتا من الحرف الرابع للأبجدية اليونانية Δ والذي ينطق دلتا والذي له شكل مثلث لأن ما يلقيه النهر عند مصبه يتخذ نفس الشكل أي مثلثا رأسه عند نهاية مجرى النهر وقاعدته تكون متقدمة في المياه التي تعتبر المستوى الأساسي لذلك النهر ولكي يتسنى للنهر أن يشكل دلتا على ساحل المحيط أو البحر يجب أن يكون غزير المياه غنيا بما يحمله من لحقيات وألا يكون ذلك الجزء من الساحل معرضا لأمواج عاتية تجرف اللحقيات إلى قاع المحيط أو البحر ولا يكون هناك تيار يمر بنهايتها ليلقي بها في أعماق البحر أو المحيط وألا يكون في الشاطئ انكسارا عميق المياه، في السواحل المحيطية والبحرة والبحيرية التي تتشكل فيها الدلتات تكون في قلب الماء بشكل ملحوظ بين عام وآخر من ذلك أن دلتا نهر المسيسبي تتقدم سنويا بمقدار 80 مترا كل عام وبربع القدر تقريبا يتم تقدم دلتا نهر البو في شمال شرق إيطاليا في البحر الأدرياتيكي ودلتا نهر الرون في جنوب شرق فرنسا في البحر المتوسط بمقدار 11 مترا سنويا أما دلتا نهر النيل في شمال مصر فإنها تتقدم في البحر المتوسط بمقدار 4 أمتار سنويا وبنفس القدر تتقدم دلتا نهر الدانوب في البحر الأسود وتشكل بعض الدلتات رقعة كبيرة من الأراضي اللحقية الخصبة كما هو الحال في دلتا النيل الذي يبلغ طولها أكثر من 160 كم وعرضها 200 كم وهناك دلتا نهر المسيسبي التي يبلغ طولها 320 كم وتبلغ مساحتها 36600 كيلو مترا مربعا.

## التكوين
وتشكل دلتا نهر الأنهار عندما يصل نهر يحمل الرواسب إما إلى (1) مجموعة من المياه مثل بحيرة أو محيط أو خزان (2) نهر آخر لا يمكن إزالة الرواسب بسرعة كافية لوقف تشكيل دلتا أو (3) المنطقة الداخلية حيث ينتشر الماء والرواسب الودائع. كما أن تيارات المد والجزر لا يمكن أن تكون قوية جدا حيث أن الرواسب ستغسل في الجسم المائي أسرع من رواسب النهر. وبطبيعة الحال فإن النهر يجب أن تحمل ما يكفي من الرواسب إلى طبقة في دلتا مع مرور الوقت. وتنخفض سرعة النهر بسرعة مما يجعله يودع الأغلبية إن لم يكن كلها من حمولته. وهذا الطمى يبني لتشكيل دلتا النهر. عندما يدخل تدفق المياه الدائمة، فإنه لم يعد يقتصر على قناتها ويوسع في العرض. هذا التوسع في التدفق يؤدي إلى انخفاض في سرعة التدفق مما يقلل من قدرة تدفق لنقل الرواسب. ونتيجة لذلك تسقط الرواسب من التدفق والودائع. مع مرور الوقت، هذه القناة واحدة يبني الفص الدلتي (مثل طائر القدم من مسيسيبي أو دلتا نهر الأورال) ودفع فمه إلى المياه الدائمة ومع تقدم الفصوص الدلالية يصبح انحدار قناة النهر أقل لأن قناة النهر أطول ولكن لها نفس التغير في الارتفاع (انظر المنحدر).
ومع انخفاض منحدر قناة النهر، يصبح غير مستقر لسببين. أولا، الجاذبية يجعل تدفق المياه في المسار الأكثر مباشرة أسفل المنحدر. إذا كان النهر ينتهك السدود الطبيعية (أي أثناء الفيضانات)، فإنه ينسحب على مسار جديد مع طريق أقصر إلى المحيط، وبالتالي الحصول على منحدر أكثر استقرارا أكثر استقرارا. وثانيا مع انخفاض ميلها يقل مقدار النحت على الطبقة مما يؤدي إلى ترسب الرواسب داخل القناة وارتفاع سرير القناة بالنسبة لسهول الفيضانات. هذا يجعل من السهل على النهر لخرق السدود وقطع قناة جديدة التي تدخل الجسم من المياه الدائمة في منحدر أكثر انحدارا. وفي كثير من الأحيان عندما تقوم القناة بذلك يبقى بعض تدفقها في القناة المهجورة وعندما تحدث أحداث تحويل القنوات هذه تقوم دلتا ناضجة بتطوير شبكة توزيعية.
طريقة أخرى هذه الشبكات التوزيع هي من ترسب قضبان الفم (الرمل منتصف القناة أو الحصى القضبان في المياه الضحلة). عندما يودع هذا الشريط منتصف القناة عند مصب النهر يتم توجيه تدفق حوله وهذا يؤدي إلى ترسب إضافية على نهاية المنبع من شريط الفم الذي يقسم النهر إلى اثنين من قنوات التوزيع ومن الأمثلة الجيدة على نتيجة هذه العملية بحيرة بحيرة الشمع.
وفي كلتا الحالتين تجبر عمليات الترسيب على إعادة توزيع الترسب من المناطق ذات الترسب العالي إلى المناطق ذات الترسب المنخفض. ويؤدي ذلك إلى تمهيد شكل المخطط للدلتا عندما تتحرك القنوات عبر سطحه وتودع الرواسب. لأن الرواسب وضعت في هذا الشكل شكل هذه الدلتا تقارب مروحة. في كثير من الأحيان يتغير تدفق بالطبع وشكل يتطور أقرب إلى مروحة مثالية لأن المزيد من التغيرات السريعة في موقف القناة يؤدي إلى ترسب أكثر اتساقا من الرواسب على الجبهة الدلتا. وتعتبر دلتا الميسيسيبي ودلتا نهر الأورال مع أقدام الطيور أمثلة على الأنهار التي لا تفتح في كثير من الأحيان لتكوين شكل مروحة متناظرة. مروحة دلتا الغرينية كما يرى من قبل اسمهم أفولس في كثير من الأحيان وتقريب بشكل وثيق شكل مروحة مثالية.

## أنواع الدلتاوات

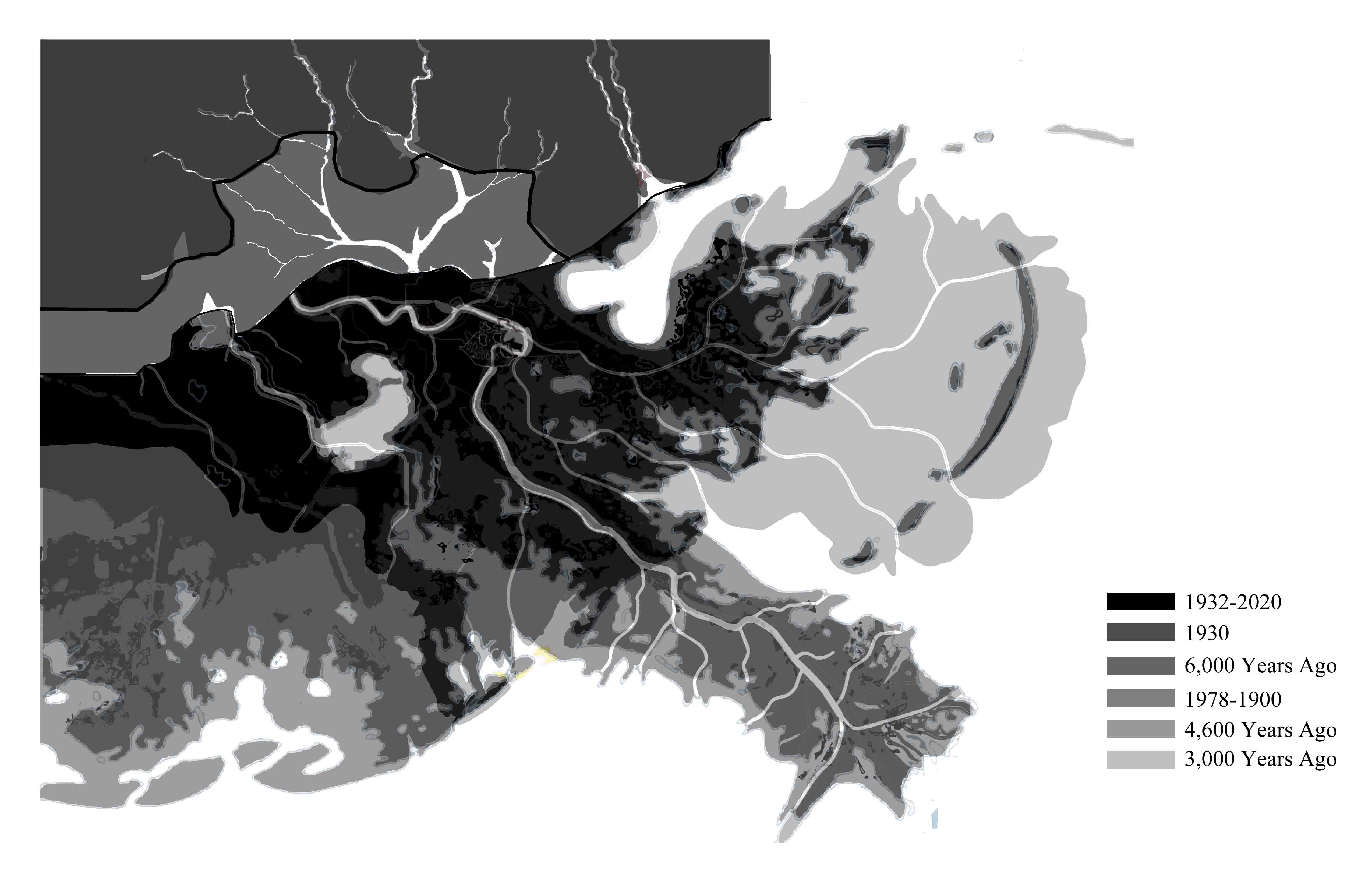
انخفاض نهر مسيسيبي نتيجة لخسارة الأراضي مع مرور الوقت

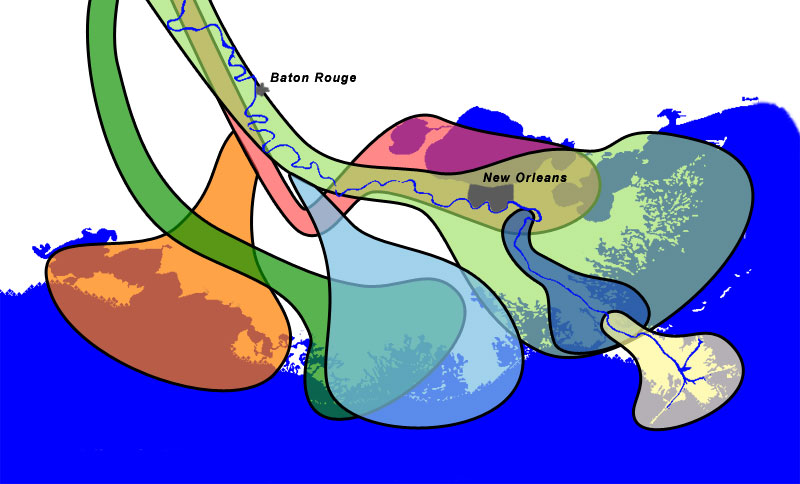
دلتا المسيسبى,
4600 yrs BP,
3500 yrs BP,
2800 yrs BP,
1000 yrs BP,
300 yrs BP,
500 yrs BP,
الحالى

وتصنف الدلتاوات عادة وفقا للسيطرة الرئيسية على الترسيب وهو مزيج من عمليات النهر والموجة والمد والجزر اعتمادا على قوة كل منها. أما العاملان الآخران اللذان يلعبان دورا رئيسيا فيتمثلان في الوضع الأفقي وتوزيع حجم الحبوب من الرواسب المصدر التي تدخل الدلتا من النهر.

### الدلتا التي تهيمن عليها الموجة
في الدلتا التي تهيمن عليها الموجات يتحكم نقل الرواسب الموجه الموجه في شكل الدلتا والكثير من الرواسب المنبعثة من فم النهر ينحرف على طول خط الساحل. والعلاقة بين الموجات ودلتا الأنهار متغيرة جدا وتتأثر إلى حد كبير بأنظمة الموجات العميقة في حوض الاستقبال. مع طاقة عالية الموجة بالقرب من الشاطئ ومنحدر أكثر انحدارا في الخارج، الموجات سوف تجعل دلتا الأنهار أكثر سلاسة. ويمكن أن تكون الموجات مسؤولة أيضا عن حمل الرواسب بعيدا عن دلتا النهر مما يؤدي إلى تراجع دلتا. بالنسبة للدلتا التي تشكل المزيد من أعلى النهر في مصب، هناك ارتباطات معقدة ولكن قابلة للقياس بين الرياح والمد والجزر وتصريف النهر ومستويات المياه الدلتا.

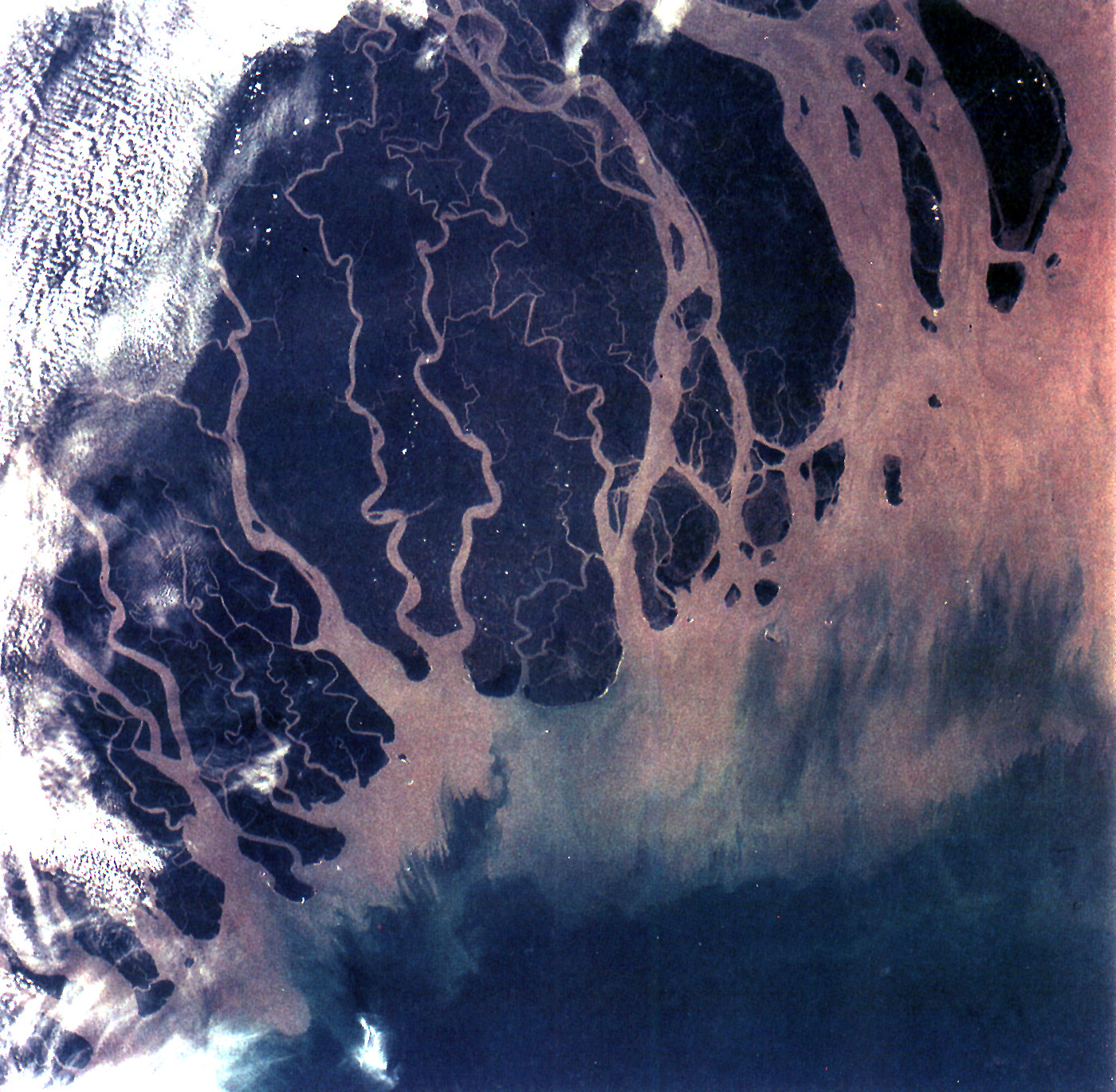
دلتا نهرالغانج في الهند وبنغلاديش هي أكبر دلتا في العالم وهي أيضا واحدة من أكثر المناطق خصوبة في العالم.

### الدلتا التي تسيطر عليها المد والجزر
التآكل هو أيضا سيطرة هامة في الدلتا التي تسيطر عليها المد، مثل دلتا الغانج، التي قد تكون أساسا غواصة مع بار الرمل بارزة والتلال. هذا يميل إلى إنتاج بنية «شجرية». تتصرف دلتا الدلتا بشكل مختلف عن الدلتا التي تهيمن عليها الأنهار والموجات والتي تميل إلى أن يكون لها عدد قليل من الموزعين الرئيسيين. وبمجرد أن تملأ الموجة أو النهر يتم التخلي عنها وتشكيل قنوات جديدة في أماكن أخرى. في دلتا المد والجزر يتم تشكيل توزيعات جديدة خلال الأوقات عندما يكون هناك الكثير من المياه حولها - مثل الفيضانات أو عرام العواصف هذه التوزيعات ببطء حتى تصل إلى معدل ثابت جدا حتى تتفتح.

### دلتا جيلبرت
دلتا جيلبرت (التي سميت باسم غروف كارل جيلبرت) هي نوع محدد من الدلتا تتكون من الرواسب الخشنة بدلا من دلتا الطين الموحلة بلطف مثل الميسيسيبي. فعلى سبيل المثال فإن نهرا جبليا يودع الرواسب في بحيرة للمياه العذبة يشكل هذا النوع من الدلتا.
 في حين أن بعض المؤلفين يصفون كلا من البحيرات والمواقع البحرية لدلتا جيلبرت  يلاحظ البعض الآخر أن تكوينها هو أكثر سمات لبحيرات المياه العذبة حيث أنه من الأسهل على مياه النهر أن تخلط مع لاكواتر أسرع (على عكس حالة نهر يسقط في البحر أو بحيرة ملحية حيث المياه العذبة أقل كثافة التي يجلبها النهر يبقى على رأس أطول).
غروف كارل جيلبرت نفسه وصف لأول مرة هذا النوع من دلتا على بحيرة بونفيل في عام 1885. في أماكن أخرى توجد هياكل مماثلة على سبيل المثال، عند أفواج العديد من الجداول التي تتدفق إلى بحيرة أوكاناغن في كولومبيا البريطانية وتشكل شبه جزيرة بارزة في ناراماتا (49 ° 35'30 "N 119 ° 35'30" W) سمرلاند (49 ° 34'23 "N 119 ° 37'45" W) أو بيشلاند (49 ° 47'00 "N 119 ° 42'45" W).

### دلتا المياه العذبة المدية
ودلتا المياه العذبة المدية  هو رواسب رسوبية تشكلت على الحدود بين تيار المرتفعات ومصب في المنطقة المعروفة باسم «سوبستياري». غرق وديان الأنهار الساحلية التي غمرتها ارتفاع منسوب مياه البحر خلال العصر البليستوسيني المتأخر وما بعده من الهولوسين تميل إلى أن تكون مصبات شجيري مع العديد من روافد المغذيات. يحاكي كل رافد هذا التدرج الملوحة من تقاطعها معتدل الملوحة مع مصب مينستيم تصل إلى تيار جديد تغذية رأس انتشار المد والجزر. ونتيجة لذلك، تعتبر الروافد «معاهد فرعية».ويشمل أصل وتطور دلتا المياه العذبة المد والجزر العمليات التي هي نموذجية لجميع الدلتا  فضلا عن العمليات التي هي فريدة من نوعها لوضع المياه العذبة المد والجزر. مزيج من العمليات التي تخلق دلتا المياه العذبة دلتا تؤدي إلى مورفولوجيا متميزة وخصائص بيئية فريدة من نوعها وهناك العديد من الدلتا المدية للمياه العذبة التي توجد اليوم نتيجة مباشرة للتغيرات التاريخية في استخدام الأراضي أو تغيراتها لا سيما إزالة الغابات والزراعة المكثفة والتحضر. وتتضح هذه الأفكار بشكل جيد من قبل العديد من الدلتا المياه العذبة المد والجزر التي تنتقل إلى خليج تشيزابيك على طول الساحل الشرقي للولايات المتحدة وقد أثبتت الأبحاث أن الرواسب المتراكمة في هذا المصب تنبع من إزالة الغابات في مرحلة ما بعد أوروبا والزراعة والتنمية الحضرية.

### مصبات الأنهار
ولا تشكل الأنهار الأخرى ولا سيما تلك الواقعة على السواحل ذات المد والجزر الكبيرة والدلتا ولكنها تدخل في البحر على شكل مصب ومن الأمثلة البارزة على ذلك نهر سانت لورنس ومصب تاغوس.

### دلتاوات داخلية

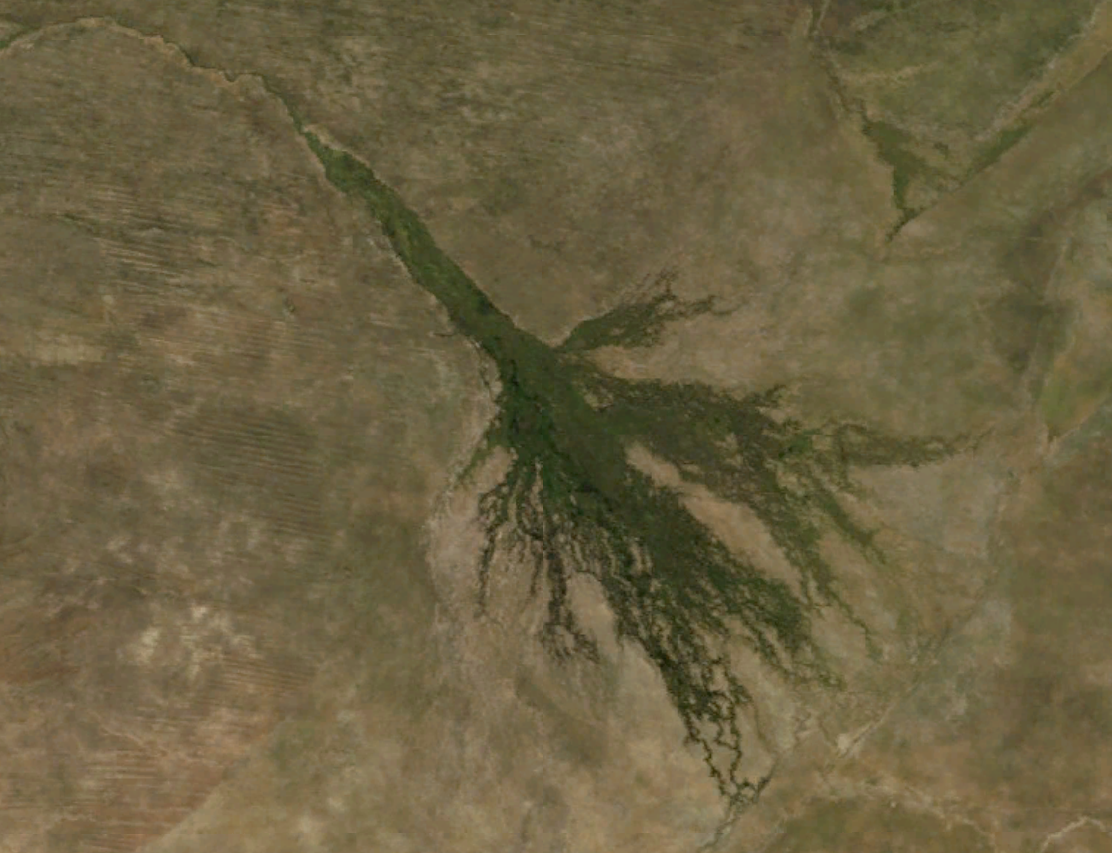
دلتا أوكافانغو

في حالات نادرة تقع دلتا نهر داخل وادي كبير ويسمى دلتا نهر مقلوب. في بعض الأحيان ينقسم النهر إلى فروع متعددة في منطقة داخلية، فقط للانضمام إلى البحر ومواصلة. وتسمى هذه المنطقة دلتا داخلية، وغالبا ما تحدث على أسرة البحيرة السابقة وتعد دلتا النيجر الداخلية ودلتا السلام في أثاباسكا مثالين بارزين. والأمازون لديها أيضا دلتا الداخلية قبل جزيرة ماراجو.
وفي بعض الحالات ينقسم نهر يتدفق إلى منطقة قاحلة مسطحة إلى قنوات تتبخر أثناء تقدمها إلى الصحراء. ودلتا أوكافانغو في بوتسوانا هي مثال معروف.

### دلتا ضخمة
المصطلح العام لدلتا الضخمة يمكن أن يستخدم لوصف دلتا أنهر آسيوية كبيرة جدا مثل دلتا نهر يانغتسي ولؤلؤة والأحمر ودلتا ميكونغ وإيراوادي وغانجس-براهمابوترا وإندوس.

## البنية الرسوبية
تشكيل دلتا معقدة ومتعددة وعبر القطع مع مرور الوقت ولكن في دلتا بسيطة ثلاثة أنواع رئيسية من الفراش يمكن تمييزها: أسرة قاع والأسرة العلوية والاسرة الأمامية. هذا الهيكل المكون من ثلاثة أجزاء يمكن أن ينظر إليه على نطاق صغير من قبل كروسبدينغ.
- يتم إنشاء أسرة القاع من الأخف وزنا الجسيمات العالقة التي تستقر أبعد بعيدا عن جبهة الدلتا النشطة كما يتدفق النهر في الجسم واقفا من الماء ويفقد الطاقة ويتم إيداع هذا الحمل مع وقف التنفيذ عن طريق تدفق الجاذبية الرواسب وخلق العكارة. ويتم وضع هذه الأسرة في طبقات أفقية وتتكون من أجود أحجام الحبوب.
- وتوضع الأسرة الأمامية بدورها في طبقات مائلة فوق أسرة القاع حيث يتقدم الفص النشط. وتشكل الأسرة المستقبلة الجزء الأكبر من الجزء الأكبر من الدلتا (وتحدث أيضا على جانب لي من الكثبان الرملية).[26] وتتكون جسيمات الرواسب داخل الأسرة الأمامية من أحجام أكبر وأكثر متغيرات وتشكل حمولة السرير التي يتحرك النهر في اتجاهها عن طريق التدحرج والارتداد على طول قاع القناة. عندما يصل حمولة السرير إلى حافة جبهة دلتا فإنه يلتف على الحافة ويودع في طبقات غمس حاد فوق الجزء العلوي من أسرة القاع الموجودة تحت الماء يتم إنشاء منحدر الحافة الأبعد من دلتا في زاوية من تكرار هذه الرواسب كما تتراكم الرواسب الأمامية وتقدم تحدث الانهيارات الأرضية تحت سطح البحر وتعديل الاستقرار المنحدر العام. والمنحدر الأمامي وبالتالي إنشاء وصيانة يمتد فص الدلتا إلى الخارج في المقطع العرضي وعادة ما تكمن الاشعارات في الزوايا موازية العصابات وتشير المراحل والتغيرات الموسمية خلال إنشاء الدلتا.
- توضع أعلى طبقات من الدلتا المتقدمة في تسليم الأسرة الأمامية وضعت سابقا اقتطاع أو تغطيتها والطبقات العلوية هي طبقات أفقية تقريبا من الرواسب الصغيرة الحجم المودعة على قمة الدلتا وتشكل امتدادا للسهول الغرينية البرية.[26] قنوات النهر تسيل أفقيا عبر الجزء العلوي من الدلتا يتم تطويل النهر وانخفاض التدرج مما تسبب في الحمل مع وقف التنفيذ لاستقر في أسرة أفقية تقريبا فوق قمة دلتا وتنقسم أعلى مجموعة أسرة إلى منطقتين: سهل الدلتا العلوي وسهل الدلتا السفلي ولا يتأثر سهل الدلتا العليا بالمد والجزر في حين أن الحدود مع سهل الدلتا السفلى يتم تعريفها من قبل الحد الأعلى من تأثير المد والجزر.[27]

## أمثلة على الدلتا
تعد دلتا الغانج أو براهمابوترا التي تمتد في معظم بنغلاديش وتفرغ إلى خليج البنغال أكبر دلتا في العالم.
دلتا نهر سانت كلير بين مقاطعة أونتاريو الكندية وولاية ميشيغان الأمريكية وهي أكبر دلتا تفريغ في الجسم من المياه العذبة.
وتشمل الأنهار الأخرى ذات الدلتا البارزة ما يلي:

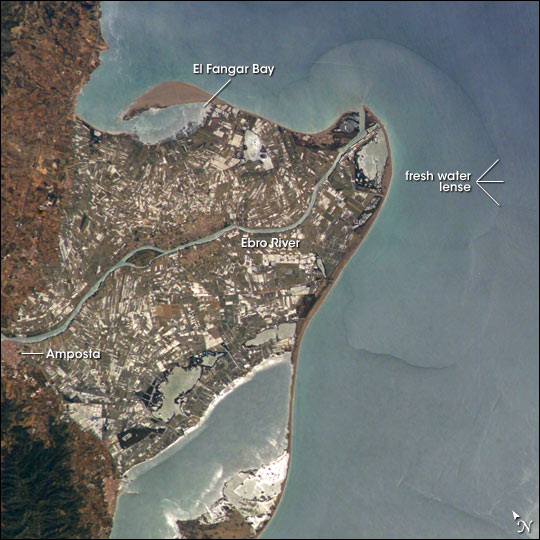
دلتا الإبرة تصب في البحر المتوسط

- نهر إيراوادي
- دلتا الدانوب
- إبرة
- نهر جودافاري
- نهر السند
- نهر كافيري
- نهر كريشنا
- نهر لينا
- نهر ميكونغ
- نهر المسيسبى
- نهر النيجر
- نهر النيل
- نهر بو
- راين
- نهر الرون
- فولغا
- يانغتسي
- النهر الأصفر

## التهديدات البيئية للدلتا

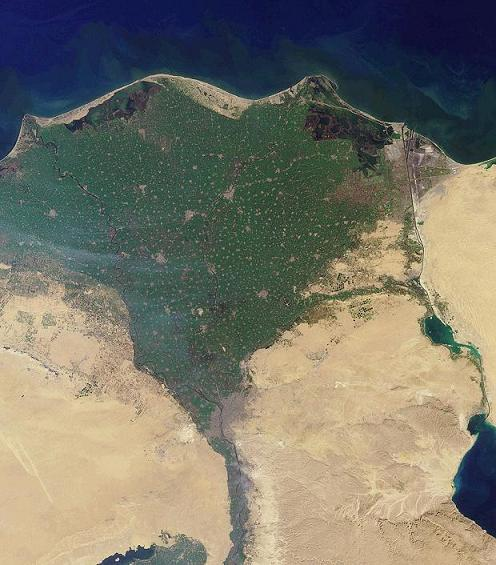
دلتا النيل - مصر

ويمكن للأنشطة البشرية مثل إنشاء سدود للطاقة الكهرومائية أو إنشاء خزانات أن تغير النظم الإيكولوجية للدلتا تغييرا جذريا والسدود كتلة الترسيب والتي يمكن أن تسبب دلتا للتآكل بعيدا. ويمكن أن يؤدي استخدام المياه في المنبع إلى زيادة كبيرة في مستويات الملوحة مع انخفاض تدفقات المياه العذبة لتلبية مياه المحيط المالحة. في حين أن جميع الدلتا تقريبا قد تأثرت إلى حد ما من قبل البشر و‌دلتا النيل ودلتا نهر كولورادو هي بعض من الأمثلة الأكثر تطرفا من الدمار البيئي الناجم عن الدلتا عن طريق السدود وتحويل المياه. وقد أثرت عمليات التشييد والري وتغيير الأراضي على تشكيل الدلتا. كما تغير البشر خشونة السطح والجريان السطحي وتخزين المياه الجوفية وقد أظهرت الدراسات تراجع نهر النهر ومع ذلكد تظهر وثائق البيانات التاريخية أنه خلال الإمبراطورية الرومانية والعصر الجليدي الصغير (مرات حيث كان هناك ضغط كبير من الإنسان) وكان هناك تراكم كبير الرواسب في الدلتا وقد أدت الثورة الصناعية إلى تضخيم تأثير البشر على نمو الدلتا والتراجع.

## الدلتا في الاقتصاد
إن الدلتا القديمة تعود بالفائدة على الاقتصاد بسبب الرمال والحصى المصنفة جيدا وغالبا ما يتم استخراج الرمال والحصى من هذه الدلتا القديمة وتستخدم في الخرسانة للطرق السريعة والمباني والأرصفة وحتى المناظر الطبيعية. ويتم إنتاج أكثر من مليار طن من الرمل والحصى في الولايات المتحدة وحدها. ليس كل محاجر الرمل والحصى هي دلتا سابقة ولكن بالنسبة لتلك التي هي والكثير من الفرز يتم بالفعل من قبل قوة المياه.
وغالبا ما تشمل الدلتا مناطق صناعية متجاوزة ومناطق تجارية واسعة فضلا عن الأراضي الزراعية وغالبا ما تكون هذه الاستخدامات في حالة نزاع وتشمل دلتا فريزر في كولومبيا البريطانية وكندا ومطار فانكوفر وسوبربورت بنك روبرتس ومنطقة أناسيس الصناعية ومزيج من الأراضي التجارية والسكنية والزراعية والفضاء محدود جدا في منطقة البر الرئيسي وفي كولومبيا البريطانية بشكل عام وهو جبل جدا تم إنشاء احتياطي الأراضي الزراعية للحفاظ على الأراضي الزراعية لإنتاج الأغذية.

## دلتاوات على المريخ
وقد وجد الباحثون عددا من الأمثلة على الدلتا التي تشكلت في البحيرات المريخية، العثور على الدلتا هو علامة رئيسية على أن المريخ كانت تحتوي على كميات كبيرة من الماء. وتم العثور على الدلتا على نطاق جغرافي واسع. وفيما يلي صور لبعضها.

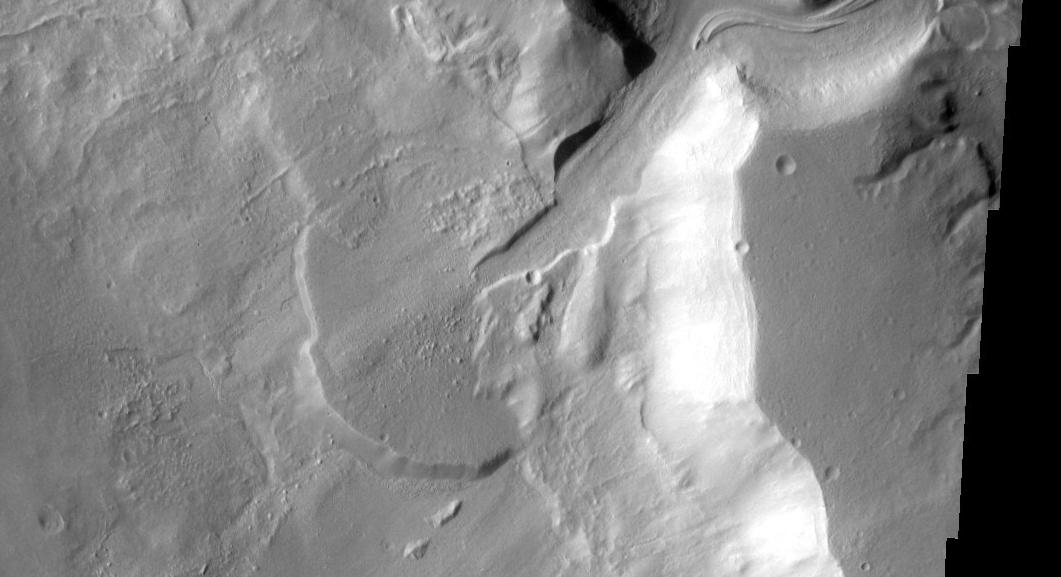
دلتا في إسمنيوس لاكوس رباعي كما رأينا من قبل ثيميس.
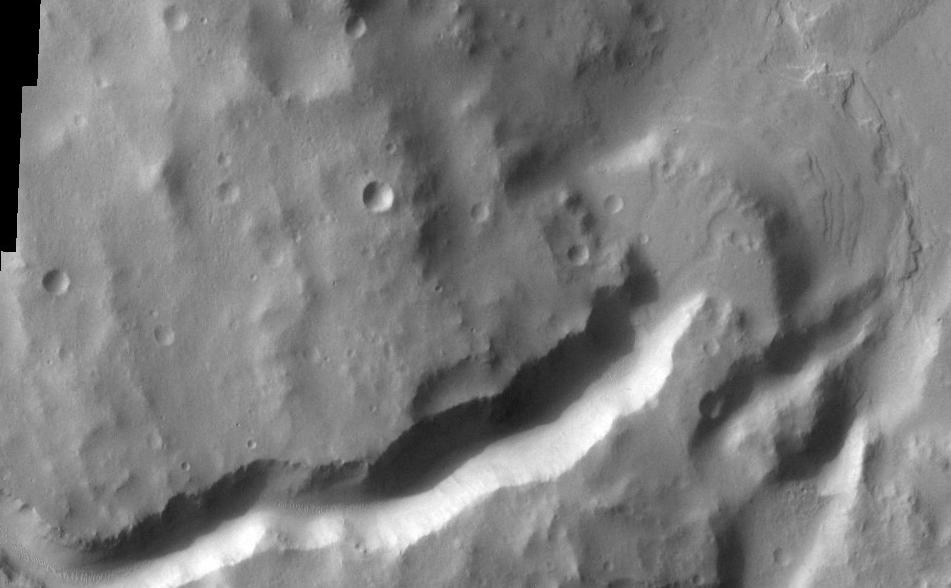
دلتا في لوناي بالوس كوادرانجل، كما رأينا من قبل ثيميس.
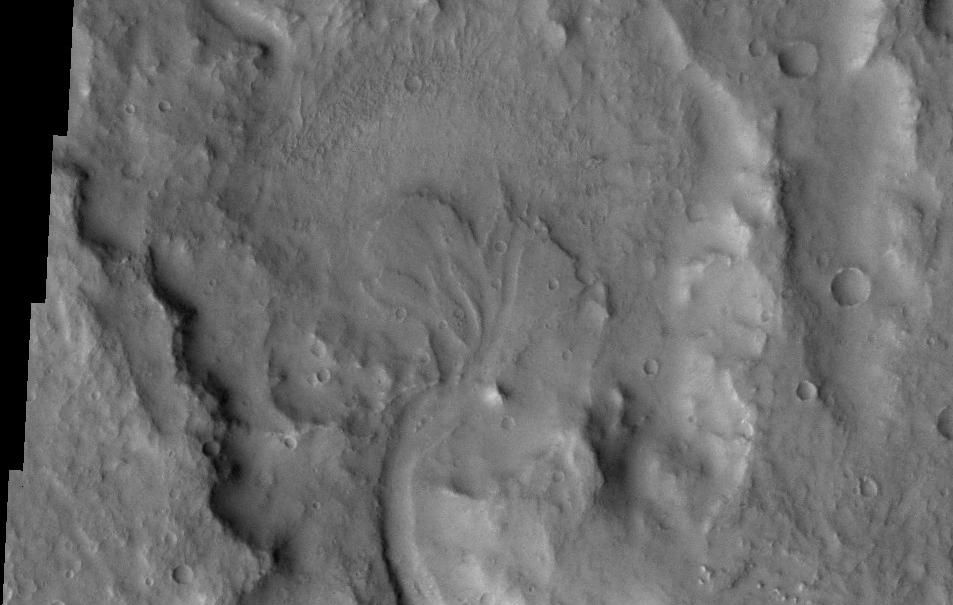
دلتا في مارغريتيفر الجيوب الأنفية رباعي كما رأينا من قبل ثيميس.
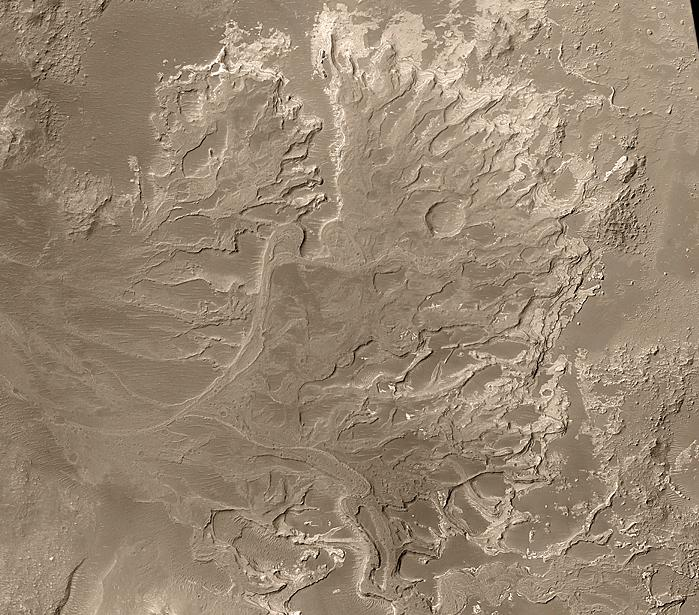
دلتا محتملة في [الحفرة [إبيرزوالد]]، كما رأينا من قبل مارس غلوبال سورفيور. صورة في مارغريتيفر الجيوب الأنفية الرباعية.